# 謝烏鄉 (比斯特里察-訥瑟烏德縣)
47°00′N 24°36′E / 47°N 24.6°E
謝烏鄉（羅馬尼亞語：Comuna Șieu, Bistrița-Năsăud），是羅馬尼亞的鄉份，位於該國西北部，由比斯特里察-訥瑟烏德縣負責管轄，面積72平方公里，海拔高度406米，2007年人口3,186，人口密度每平方公里44人。